# Bożejewo (gmina)
Bożejewo (lub Borzejewo, od 1973 Wizna) – dawna gmina wiejska istniejąca do 1954 roku w woj. białostockim i przejściowo w woj. warszawskim (dzisiejsze woj. podlaskie). Nazwa gminy pochodzi od wsi Bożejewo, lecz siedzibą władz gminy była Wizna.
Za Królestwa Polskiego gmina Borzejewo należała do powiatu łomżyńskiego w guberni łomżyńskiej. 31 maja 1870 do gminy przyłączono pozbawioną praw miejskich Wiznę, równocześnie od gminy Borzejewo odłączono niektóre wsie i przyłączono je do gminy Drozdowo.
Przez większą część okresu międzywojennego gmina Bożejewo należała do powiatu łomżyńskiego w woj. białostockim. 1 stycznia 1923 roku z gminy Bożejewo wyodrębniono nową gminę Wiznę (obejmującą samą Wiznę), lecz z dniem 1 kwietnia 1927 roku gmina Wizna została ponownie wcielona do gminy Bożejewo. 1 kwietnia 1939 roku gminę Bożejewo wraz z całym powiatem łomżyńskim przyłączono do woj. warszawskiego.
Według Powszechnego Spisu Ludności z 1921 roku gminę zamieszkiwało 5.148 osób, 5,043 było wyznania rzymskokatolickiego, 39 prawosławnego, 26 ewangelickiego, 1 greckokatolickiego a 39 mojżeszowego. Jednocześnie 5.083 mieszkańców zadeklarowali polską przynależność narodową, 1 niemiecką, 24 żydowską, 37 rosyjską, 1 rusińską, 1 czeską a 1 litewską. Było tu 743 budynków mieszkalnych. 
Przez krótki okres po wojnie gmina zachowała przynależność administracyjną, lecz już z dniem 18 sierpnia 1945 roku została wraz z powiatem łomżyńskim wyłączona z woj. warszawskiego i przyłączona z powrotem do woj. białostockiego. Według stanu z 1 lipca 1952 roku gmina była podzielona na 25 gromad.
Gmina została zniesiona 29 września 1954 roku wraz z reformą wprowadzającą gromady w miejsce gmin. Jednostki nie przywrócono 1 stycznia 1973 roku po reaktywowaniu gmin, utworzono natomiast jej terytorialny odpowiednik, gminę Wizna.